# El Terrero, Tacámbaro
El Terrero är en ort i Mexiko.   Den ligger i kommunen Tacámbaro och delstaten Michoacán de Ocampo, i den södra delen av landet, 250 km väster om huvudstaden Mexico City. El Terrero ligger 1 692 meter över havet och antalet invånare är 632.
Terrängen runt El Terrero är lite bergig. Runt El Terrero är det ganska tätbefolkat, med 80 invånare per kvadratkilometer. Närmaste större samhälle är Tacámbaro de Codallos, 6,9 km öster om El Terrero. I omgivningarna runt El Terrero växer huvudsakligen savannskog.